# 遠藤利明
遠藤 利明（えんどう としあき、1950年〈昭和25年〉1月17日 - ）は、日本の政治家。自由民主党所属の衆議院議員（10期）、自由民主党中央政治大学院学院長。日本スポーツ協会会長（第16代）。
東京オリンピック競技大会・東京パラリンピック競技大会担当大臣（第3次安倍内閣・第3次安倍第1次改造内閣）、文部科学副大臣（第1次安倍内閣）、建設政務次官（小渕内閣・小渕第1次改造内閣）、衆議院青少年問題に関する特別委員長、同農林水産委員長、自由民主党総務会長（第60代）、同選挙対策委員長（第9代）、同2020年オリンピック・パラリンピック東京大会実施本部長、同政務調査会長代理、同教育再生実行本部長、同国際局長、同幹事長代理、同スポーツ立国調査会長、同財務委員長、山形県議会議員（2期）を歴任した。

## 来歴

### 生い立ち
山形県南村山郡（現・上山市）出身。山形県立山形東高等学校に進学した。同級生には、のちに山形県副知事となった細谷知行らがいた。高等学校卒業後、中央大学法学部法律学科に進学。卒業後、衆議院議員の近藤鉄雄の下で秘書を務めた。

### 政治家
1983年から山形県議会議員を2期務める。県議時代は自由民主党に所属していた。1990年、第39回衆議院議員総選挙に旧山形1区（定数4）から出馬したが、6位で落選した。1993年の第40回衆議院議員総選挙では無所属（日本新党推薦）で再び旧山形1区から出馬し、3位で初当選する。
衆議院議員当選後は日本新党の追加公認を受けるも、程なくして自民党に復党し、同じ山形県選出の加藤紘一の側近となる。小選挙区比例代表並立制導入後初めて実施された1996年の第41回衆議院議員総選挙では山形1区から出馬し、小選挙区では鹿野道彦に敗れたが、重複立候補していた比例東北ブロックで復活した。1998年、小渕内閣にて建設政務次官に就任し、小渕第1次改造内閣でも留任した。
2000年の第42回衆議院議員総選挙では山形1区で鹿野に敗れ、比例復活も叶わず落選。同年、第2次森内閣不信任決議案をめぐる「加藤の乱」による宏池会（加藤派）分裂後は宏池会（小里派を経て谷垣派）に所属し、以降は谷垣禎一の側近となる。
2003年の第43回衆議院議員総選挙及び2005年の第44回衆議院議員総選挙では連続で鹿野を破り当選した。第1次安倍内閣では文部科学副大臣に就任した。2007年10月、自民党政務調査会に設置されたスポーツ立国調査会の事務局長に就任した。2008年衆議院農林水産委員長に就任。
2009年の第45回衆議院議員総選挙では、山形1区で9年ぶりに鹿野に敗れるが、比例復活により5選を果たした。2011年10月、自民党幹事長代理（総括）に就任した。
2012年10月、自民党国際局長に就任。同年12月の第46回衆議院議員総選挙では、山形1区で前回敗れた鹿野を破り6選を果たした。
2013年5月21日、スキーの普及、振興と競技力向上を目的としたスキー議連を発足させ、会長に就任した。10月にはスポーツ庁設置を検討するプロジェクトチームの座長に就任し、15日には衆議院青少年問題に関する特別委員長に就任した。また、自民党山形県連会長として、鈴木憲和、大沼瑞穂の落下傘候補を衆院選・参院選に擁立し、当選を支援した。
2014年、日本オリンピック委員会と東京都により設立された一般財団法人東京オリンピック・パラリンピック競技大会組織委員会理事に就任した。同委員会は翌年より公益財団法人に移行したが、引き続き理事を務めている。9月に政調会長稲田朋美のもとで政調会長代理に就任した。12月の第47回衆議院議員総選挙では、山形1区で7選を果たした。
2015年6月25日、東京オリンピック・パラリンピック特別措置法の施行を受け、第3次安倍内閣にて東京オリンピック競技大会・東京パラリンピック競技大会担当の国務大臣として入閣した。
2016年8月、国務大臣を退任して、自民党2020年五輪・パラリンピック東京大会実施本部長に就任。同年11月、森喜朗会長を全般に渡り補佐する「会長代行」業務を担うため、東京オリンピック・パラリンピック競技大会組織委員会の副会長に就任。
2017年10月の第48回衆議院議員総選挙では、山形1区で8選を果たした。
2020年9月14日に行われた自民党総裁選挙で岸田文雄の推薦人代表兼選挙対策本部長を務める。
2021年9月29日に行われた自民党総裁選挙では前年に行われた総裁選と同様に岸田の選挙対策本部長を務め、岸田の勝利に貢献。その後行われた党役員人事で党四役である党選挙対策委員長に就任。
同年10月31日、第49回衆議院議員総選挙で9選。
2022年8月10日に行われた党役員人事で党総務会長に就任。
2023年6月23日、日本スポーツ協会会長に就任。
2024年9月27日に行われた自民党総裁選挙において、1回目の投票、決選投票、いずれも石破茂に投じた。
同年10月27日、第50回衆議院議員総選挙で10選。
2025年7月26日、第27回参議院議員通常選挙山形選挙区での自民党候補敗北の責任を取り自民党山形県連会長の辞任を申し出て、県連の常任総務会で了承された。

## 政策・主張

### 学校教育
2013年3月28日、自民党教育再生実行本部長として教育改革案を提出。大学の入学・卒業要件にTOEFLの導入、文系を含む全大学入試への理数科目必修化、小中高校へのタブレットPC配布などを盛り込んだ。これに対し、TOEFLがアメリカのNPOが実施している点や「英語よりも日本の歴史を重視するべき」などの反対意見が挙がり提言案了承を見送った が、4月8日には英語教育の抜本改革、理数教育の刷新、情報通信技術教育に重点を置き、実現のために1兆円の集中投資を行うべきとした提言を安倍首相に提出した。5月には2次提言案をまとめ、学校制度の「5・4・4」制への転換や、大学入試センター試験に代わる「達成度テスト」の導入、教員の指導力向上を目的とした「教師インターンシップ制度」の導入を掲げた。
2015年5月12日、教員の質の向上のため教員免許を国家資格に格上げし、医師免許に類似した仕組みを取り入れることを政府に求めた。また、低所得世帯からの大学進学者数の増加を目指し、年収500万円以下の世帯や多子世帯からの私立大学入学者のための給付型奨学金を創設するべきとした。

### スポーツ振興
2014年2月27日、文部科学省の外局として2015年4月までにスポーツ庁を設置することを明言し、民間人を長官に迎える考えを示した。5月28日には骨子案をまとめ、公的な選手強化費を競技団体に配分する役割を日本オリンピック委員会（JOC）から分離し、日本スポーツ振興センター （JSC）を改組した独立行政法人に一元化するとした。JOCから選手強化費配分の役割を分離する理由として「JOC傘下の競技団体の不祥事が相次いでおり、ガバナンスや事務局の体制の観点から無理がある」と述べている。
2014年12月、国立競技場の建設費調達とスポーツ振興のための財源を確保するため、スポーツ振興くじの対象に野球を加えることを自民党が検討。2015年4月13日にはスポーツ議員連盟の会合で、「非予想系くじ」として野球を加えることを決め、売り上げを2014年度（1,107億円）の2割増を目指すとした。
6月25日、五輪相就任に先立ち、「セキュリティー・インフラ整備、メダル獲得、国民総参加のための取り組みを考えたい」と抱負を述べ、追加種目やキャンプ地を東日本大震災の被災地・東北地方に誘致することにも言及した。就任翌日の26日には舛添要一東京都知事、竹田恆和JOC会長、鳥原光憲日本パラリンピック委員会会長と会談し、連携強化や選手強化について意見交換した。また、7月1日の会見ではJOCの掲げる「金メダル数で世界3位」の目標を実現するために「国民の盛り上がり」「選手、コーチらの創意工夫と努力」が必要とし、JOC・競技団体との連携を強化するとした。
2023年6月23日付にて日本スポーツ協会第15代会長を務めた伊藤雅俊（味の素会長）の後を受けて、第16代会長に就任した。

### TPP
日本のTPP参加に反対している。2011年11月25日には自民党総合農政・貿易調査会の会合に出席し、「TPPは国内農業を崩壊へ導く」とする反対決議に参加した。2012年11月15日には全国農業協同組合中央会が主催した「TPP交渉参加断固阻止緊急集会」に出席した。

### 法制度
選択的夫婦別姓制度の導入にどちらかというと反対との姿勢を表明している。

### 歴史認識
村山談話については見直すべきではないとする一方、河野談話については見直すべきとしている。

## 政治資金

### 個人献金報道
英語の授業で日本人教師を補佐する外国語指導助手（ALT）を派遣する東京都内の民間会社の創業者から、遠藤利明が2010～2014年の5年間で計955万円の個人献金を受けていた。文科省の担当者が、ALT拡大を求めて遠藤から声掛けされることがあった、と毎日新聞は報道している。一方、遠藤は、「記事の内容は事実誤認に基づいており、遺憾に思う」としている。

### 平田牧場からの献金
2015年7月7日、遠藤に関連する3つの政治団体が、平田牧場の役員4人から同日に計500万円の献金を受けていたことが政治資金収支報告書から発覚した。産経新聞は「実質的には企業献金に該当する恐れもある」との識者のコメントを掲載している。これに関係して「遠藤が委員長を務めた2009年の衆議院農林水産委員会で、飼料米の生産拡大を支援する米穀新用途利用促進法が可決された後、遠藤が2014年1月の同社新年会に訪れ祝辞を述べるなど両者の関係は深まっていた」と産経新聞は指摘しているが、遠藤と平田牧場は「法案と献金は無関係」としている。これらの報道について、遠藤は内閣官房長官の菅義偉に対し「記事は具体的な根拠がなく、全くの事実無根だ」と報告し、記事の訂正と謝罪を求めるため法的措置を含めて検討する考えを示した。

### その他
2013年、政治資金の収入が山形県関係議員の中で最も多い9,389万円だった。

## 人物
- 与野党に幅広い人脈を持つ調整型の政治家と言われており、東日本大震災の際には民主党と交渉を重ね復興政策をまとめ上げた[53]。また、「山形のドン」と一部で呼ばれていることについては、「加藤さんや鹿野さんが引退し、誰もいなくなったから言われているだけ」と述べている[4]。
- 政策面では有力な文教族とされている[54]。特に大学時代にラグビー部に所属していた経験からスポーツ振興政策を得意としており、森喜朗とはラグビーを通じて親交を深め師弟関係を築いている[53]。「他国とくらべ、世界と戦う選手の強化策がハード、ソフト両面で手薄過ぎる」という持論を持ち、ナショナルトレーニングセンターの設置やスポーツ庁設置法の成立に関わる一方、政治がスポーツに介入することには反対している[4][53]。
- 自民党たばこ議員連盟に所属しているが、本人はずっとスポーツをしていたこともあり、たばこは吸ったことがない[55]。

## 家族・親族
- 叔父・鈴木行男 - 上山市長
- 長男・遠藤寛明 - 2019年4月の山形県議会議員選挙上山市選挙区から自民党公認で出馬。無所属現職を破り初当選[56]。

## 選挙歴
| 当落 | 選挙                     | 執行日         | 年齢 | 選挙区       | 政党       | 得票数     | 得票率 | 定数 | 得票順位 /候補者数 | 政党内比例順位 /政党当選者数 |
| ---- | ------------------------ | -------------- | ---- | ------------ | ---------- | ---------- | ------ | ---- | ------------------ | ---------------------------- |
| 当   | 1983年山形県議会議員選挙 | 1983年4月10日  | 33   | 上山市選挙区 | ーー       | ーー票     | ーー   |      | /                  | /                            |
| 当   | 1987年山形県議会議員選挙 | 1987年4月8日   | 37   | 上山市選挙区 | ーー       | ーー票     | ーー   |      | /                  | /                            |
| 落   | 第39回衆議院議員総選挙   | 1990年02月18日 | 40   | 旧山形1区    | 無所属     | 3万4265票  | 7.78%  | 4    | 6/7                | /                            |
| 当   | 第40回衆議院議員総選挙   | 1993年07月18日 | 43   | 旧山形1区    | 無所属     | 7万5477票  | 18.27% | 4    | 3/6                | /                            |
| 比当 | 第41回衆議院議員総選挙   | 1996年10月20日 | 46   | 山形1区      | 自由民主党 | 6万748票   | 36.21% | 1    | 2/4                | 5/6                          |
| 落   | 第42回衆議院議員総選挙   | 2000年06月25日 | 50   | 山形1区      | 自由民主党 | 7万290票   | 40.48% | 1    | 2/3                | /                            |
| 当   | 第43回衆議院議員総選挙   | 2003年11月09日 | 53   | 山形1区      | 自由民主党 | 10万764票  | 49.89% | 1    | 1/4                | /                            |
| 当   | 第44回衆議院議員総選挙   | 2005年09月11日 | 55   | 山形1区      | 自由民主党 | 12万5774票 | 56.38% | 1    | 1/3                | /                            |
| 比当 | 第45回衆議院議員総選挙   | 2009年08月30日 | 59   | 山形1区      | 自由民主党 | 10万4911票 | 45.67% | 1    | 2/5                | 3/4                          |
| 当   | 第46回衆議院議員総選挙   | 2012年12月16日 | 62   | 山形1区      | 自由民主党 | 10万2169票 | 54.63% | 1    | 1/3                | /                            |
| 当   | 第47回衆議院議員総選挙   | 2014年12月14日 | 64   | 山形1区      | 自由民主党 | 9万8508票  | 61.14% | 1    | 1/3                | /                            |
| 当   | 第48回衆議院議員総選挙   | 2017年10月22日 | 67   | 山形1区      | 自由民主党 | 10万4227票 | 57.27% | 1    | 1/3                | /                            |
| 当   | 第49回衆議院議員総選挙   | 2021年10月31日 | 71   | 山形1区      | 自由民主党 | 11万688票  | 59.97% | 1    | 1/2                | /                            |
| 当   | 第50回衆議院議員総選挙   | 2024年10月27日 | 74   | 山形1区      | 自由民主党 | 9万2238票  | 55.48% | 1    | 1/3                | /                            |

## 所属団体・議員連盟
- 自民党たばこ議員連盟[57]
- 神道政治連盟国会議員懇談会[58]
- みんなで靖国神社に参拝する国会議員の会[58]
- 国際観光産業振興議員連盟（カジノ議連）[59]
- 全国すし商生活衛生同業組合連合会（名誉顧問）
- TPP交渉における国益を守り抜く会
- 速やかな政策実現を求める有志議員の会
- ラグビーワールドカップ2019日本大会成功議員連盟（幹事）
- 日本スポーツ協会（第15代会長）[1]
- 日本武術太極拳連盟（顧問）
- ボーイスカウト振興国会議員連盟（理事）
- 全日本私立幼稚園PTA連合会（副会長）
- アジアの子どもたちに学校をつくる議員の会（代表）
- 街の本屋さんを元気にして、日本の文化を守る議員連盟（３代目会長）[60]